# Jeroni de Requesens i Roís de Liori
Jeroni de Requesens i Roís de Liori (? - † Barcelona, 1548). Bisbe d'Elna (1533-1542), bisbe de Tortosa (1542-1548) i President de la Generalitat de Catalunya (1539-1542).
Va ser nomenat president de la Generalitat el 23 de setembre de 1539. Prèviament, a l'extracció del 22 de juliol, fou escollit pel braç eclesiàstic, l'arquebisbe de Tarragona Girolamo Doria, però no es va presentar dins del termini. El nomenament de Girolamo com a arquebisbe de Tarragona havia aixecat protestes per la seva condició de genovès. Probablement per aquest motiu no va accedir al càrrec de President.
Jeroni de Requesens era fill natural de Berenguer Joan de Requesens i Joan de Soler. Alhora, era net d'en Galceran de Requesens, lloctinent del principat. La seva família estava ben relacionada amb els Trastàmara i la seva cosina Estefania de Requesens i Roís de Liori, comtessa de Palamós, era l'esposa del preceptor de Felip II i vivia a la cort reial. Serà el marit d'Estefania, Juan de Zuñiga i Avellaneda, qui li facilitarà el bisbat d'Elna.
El 1542 va ser nomenat bisbe de Tortosa. Mentre era al càrrec feu estampar el Breviari de la diòcesi de Tortosa (1547) i el Breviari diocesà (1547). Va morir a Barcelona el 1548.